# Vier Schätze des Gelehrtenzimmers

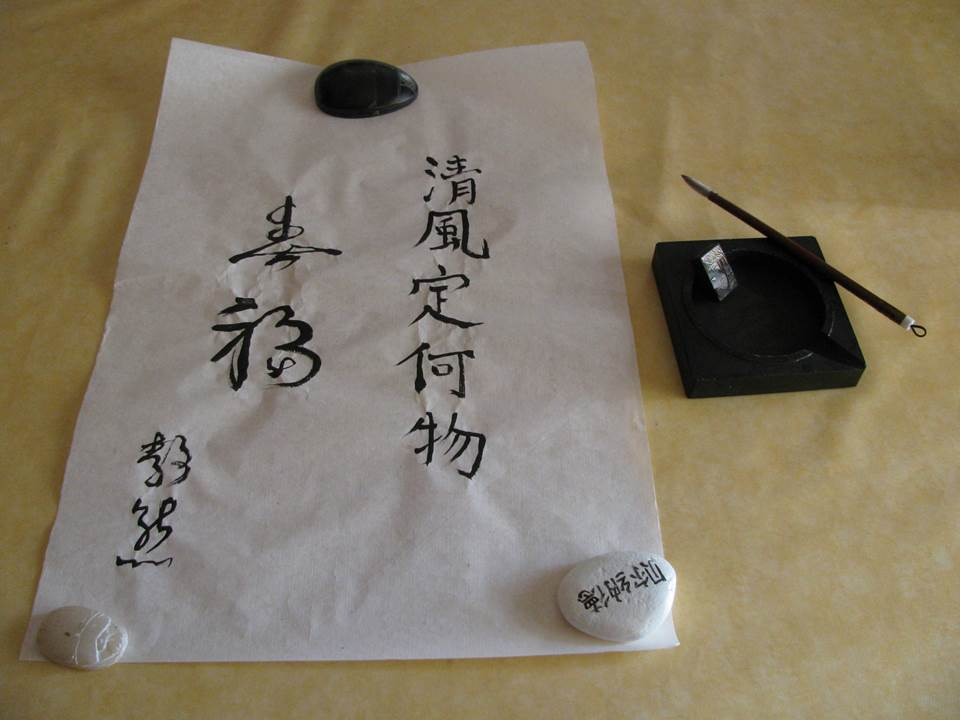
Die Vier Schätze

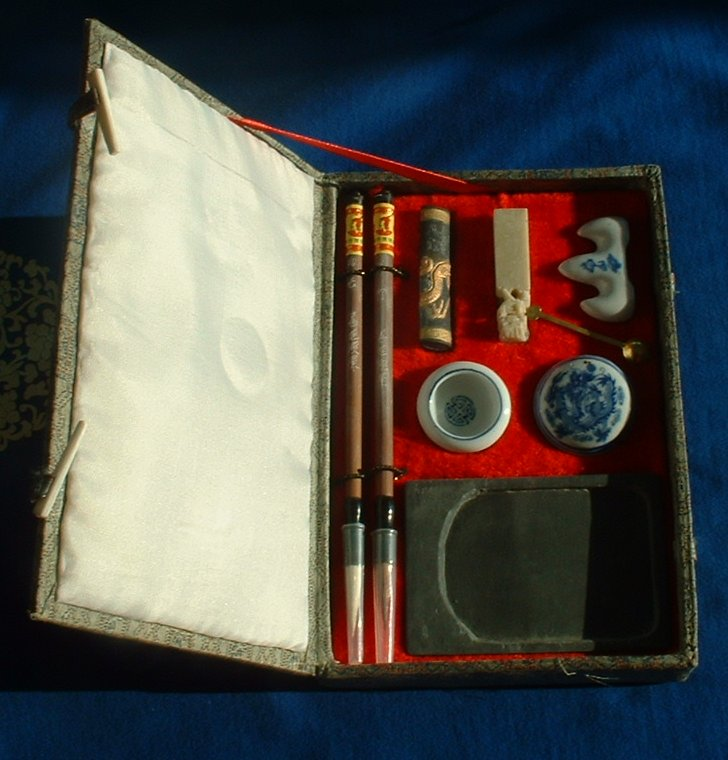
Inhalt der Schachtel

Die Vier Schätze des Gelehrtenzimmers (chinesisch 文房四寶 / 文房四宝, Pinyin wénfáng sì bǎo) waren im traditionellen Kaiserreich China die Gegenstände, die ein Gelehrter zum Schreiben und Malen brauchte. 
Sie sind die wichtigsten Werkzeuge, mit denen er seine Tätigkeit ausführt. 

## Schreibpinsel
Schreibpinsel (筆 / 笔,  bǐ): Pinsel werden aus feinem Tierhaar hergestellt. Die Biegsamkeit der Pinselspitze ist ihr bedeutsamstes Merkmal. 

## Tusche
Tusche (墨,  mò) wird in Form einer Stange als Stangentusche aufbewahrt und transportiert: Die drei zur Herstellung der Tusche am häufigsten verwendeten Materialien sind Ruß von Kiefern, Öl und Lack. Gute Tusche hat eine glatte Oberfläche, ist fest und klebt nicht. Ihre schwarze Farbe ist ohne Trübungen.

## Reibstein
Reibstein (硯 / 砚,  yàn): Tusche wird in längliche Stifte gepresst. Diese Stifte werden auf dem Reibstein mit Wasser gerieben, bis der erwünschte Farbgrad erreicht ist. Der Stein muss eine feine Oberfläche haben, um die Tusche nicht zu grob zu zerreiben und die Borsten des Pinsels nicht zu beschädigen. 

## Papier
Papier (紙 / 纸,  zhĭ): Das berühmteste chinesische Papier ist Xuan-Papier. Dieses handgefertigte Papier ist weich und hat die richtige Saugfähigkeit für Chinesische Kalligrafie und Malerei.

## Bildergalerie

Reibstein und Tusche
Papier und Papiergewicht
Pinsel
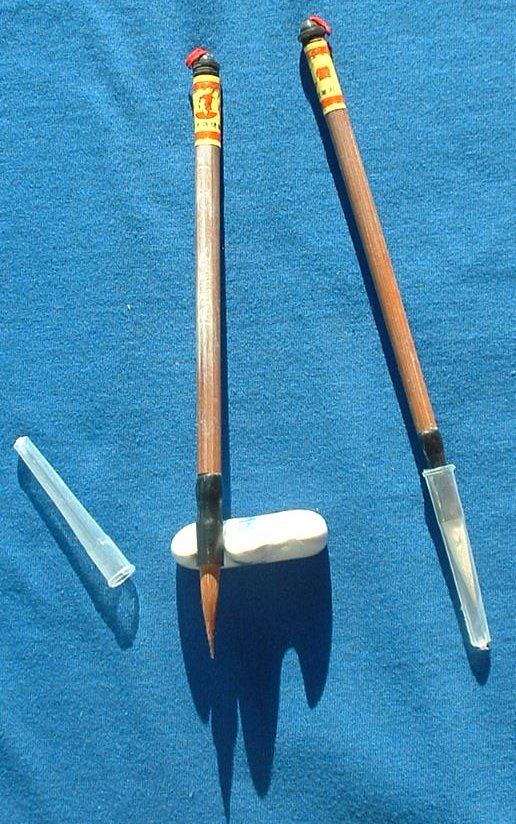
Zwei Schreibpinsel
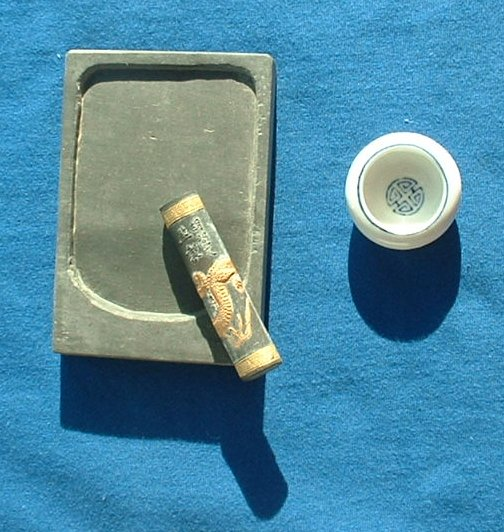
Reibstein mit Stangentusche und Wasserbehälter
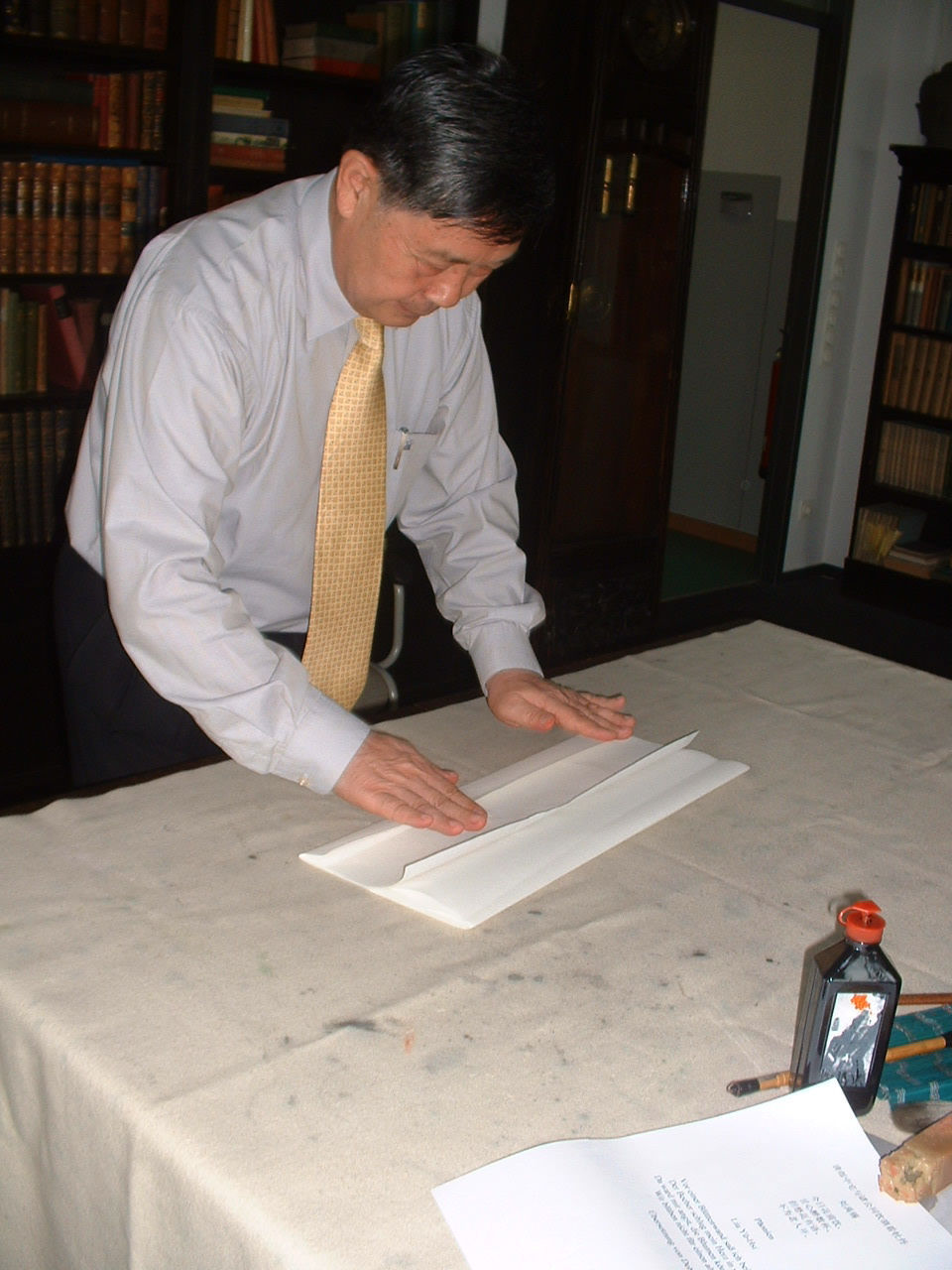
Kalligraf beim Falten des Papiers
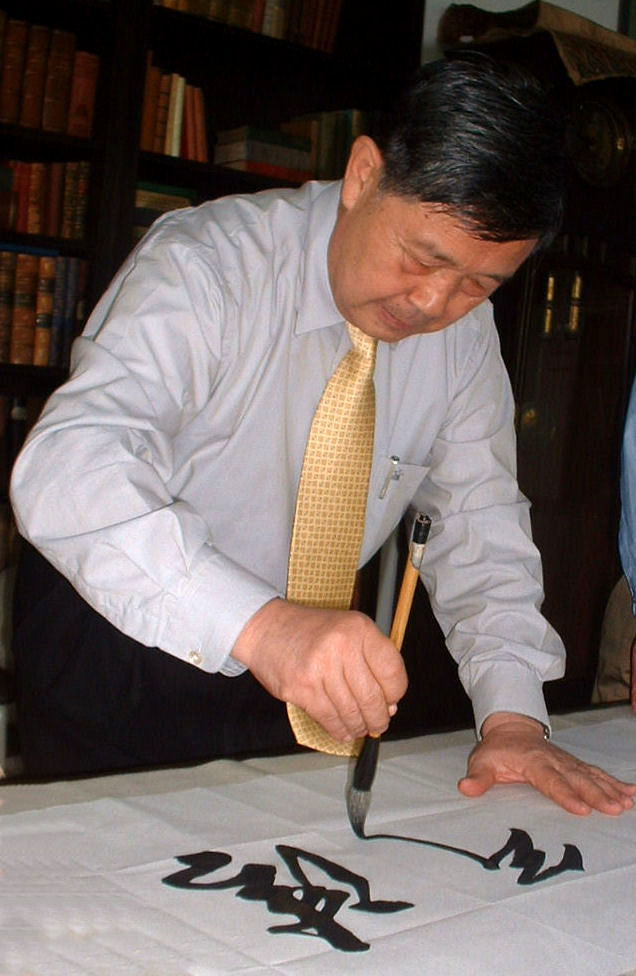
Pinselhaltung